# 均質區
均质区，又名均质地域，是地理学概念，指功能呈离散、均匀分布的连续地区。判别方法有单因素法，比如Miller法（列联表法）、相关系数法、密度法；也有多因素法，比如依照迹长和密度判定的分型维数法。

## 外部參考
- 林淑媛. . 國立中央大學博碩士論文. 國立中央大學.   [2025-01-24].